# Bahnhof Hamburg Reeperbahn
Der Bahnhof Hamburg Reeperbahn bzw. Reeperbahn ist eine Tunnelstation der S-Bahn Hamburg im Hamburger Stadtteil St. Pauli. Er wird ganztägig durch die Linien S1 und S3 bedient.

## Geschichte
Der Haltepunkt wurde am 21. April 1979 als Teil der City-S-Bahn eröffnet. Der frühere Planungsname lautete Nobistor.
Die Station ist nicht barrierefrei ausgebaut.
Nach Ankündigungen für die Jahre 2014, 2017, 2018, 2020, 2021, 2022, 2023 und 2025 ist der Ausbau aktuell für das Jahr 2026 avisiert.

## Lage
Die Station liegt unter dem westlichen Ende der Reeperbahn zwischen der Kreuzung Reeperbahn/Königstraße/Holstenstraße/Pepermölenbek im Westen und der Kreuzung Reeperbahn/Talstraße/Silbersackstraße im Osten. Sie verfügt über sieben Zugänge, davon vier rund um die westliche Kreuzung und drei an der Ostseite. Die Anlage liegt zum Großteil im Stadtteil St. Pauli. Das westliche Zwischengeschoss befindet sich bereits in Altona-Altstadt, da die Grenze zwischen beiden Stadtteilen in diesem Bereich auf der Ostseite des Straßenzuges Pepermöhlenbek / Holstenstraße verläuft.
Der Bahnhof ist eine Mehrzweckanlage, in der sich auch ein Zivilschutzraum befindet. Dort können 4500 Menschen Platz finden.
An der Haltestelle ist eine Bike-and-Ride-Anlage mit 142 Stellplätzen vorhanden.

## Verkehr
Die Station wird von den S-Bahnlinien S1 und S3 bedient.
Weiterhin halten im Tagesverkehr die Buslinien 16, 111, 112 und 115 an der Haltestelle, im Nachtverkehr die Linien 601, 607, 608, 609, 610, 641 und 688.

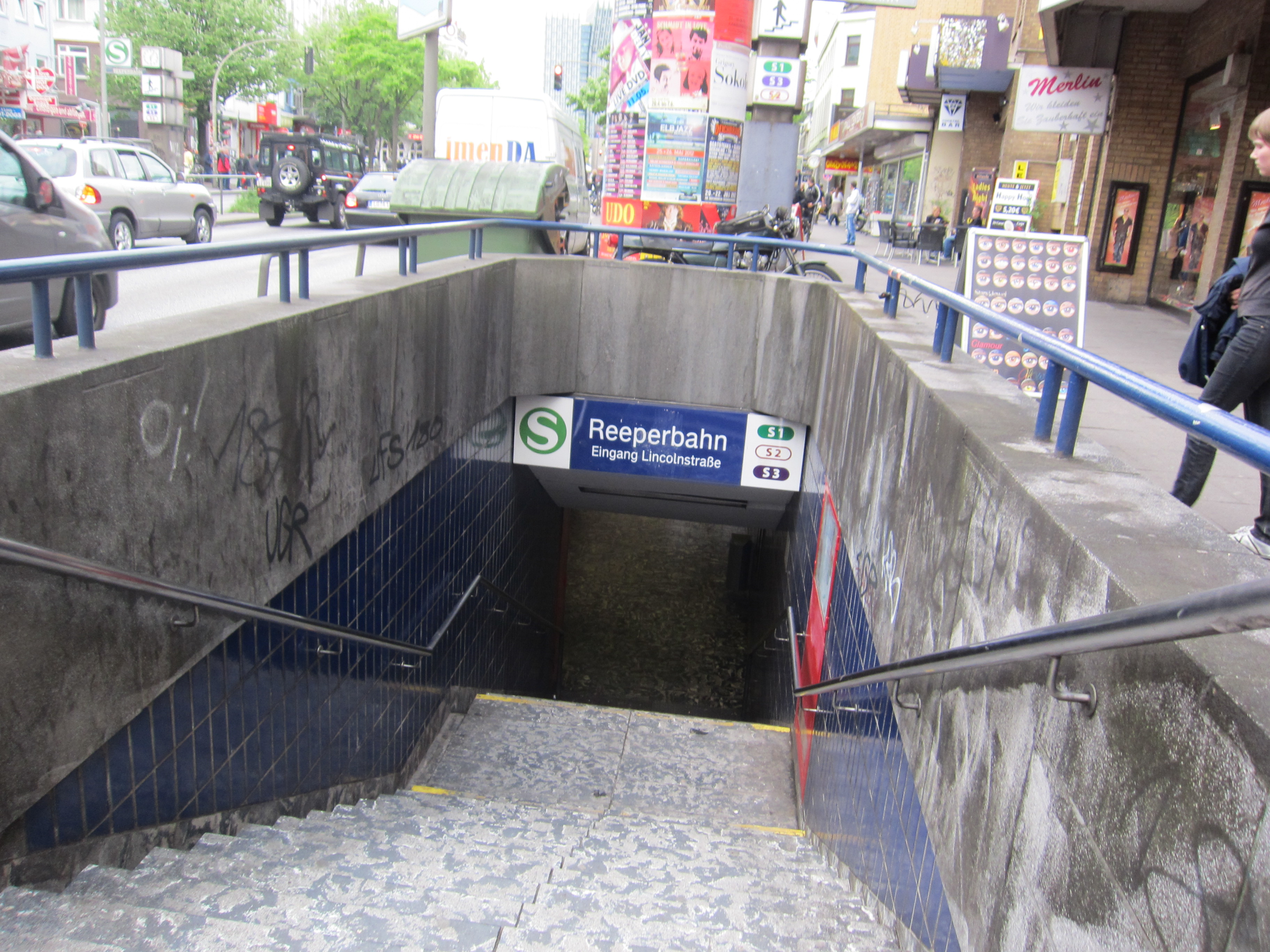
Stationszugang an der Lincolnstraße

| Linie | Verlauf |
| ----- | --- |
| S 1   | Wedel – Rissen – Sülldorf – Iserbrook – Blankenese – Hochkamp – Klein Flottbek – Othmarschen – Bahrenfeld – Ottensen – Altona – Königstraße – Reeperbahn – Landungsbrücken – Stadthausbrücke – Jungfernstieg – Hauptbahnhof – Berliner Tor – Landwehr – Hasselbrook – Wandsbeker Chaussee – Friedrichsberg – Barmbek – Alte Wöhr (Stadtpark) – Rübenkamp – Ohlsdorf \ Streckenast Poppenbüttel – Kornweg (Klein Borstel) – Hoheneichen – Wellingsbüttel – Poppenbüttel / Streckenast Flughafen – Hamburg Airport (Flughafen) |
| S 3   | Pinneberg – Thesdorf – Halstenbek – Krupunder – Elbgaustraße – Eidelstedt – Stellingen (Arenen) – Langenfelde – Diebsteich – Altona – Königstraße – Reeperbahn – Landungsbrücken – Stadthausbrücke – Jungfernstieg – Hauptbahnhof – Hammerbrook (City Süd) – Elbbrücken – Veddel (BallinStadt) – Wilhelmsburg – Harburg – Harburg Rathaus – Heimfeld (TU Hamburg) – Neuwiedenthal – Neugraben |